# 现代演化综论
現代演化綜論（英語：Modern evolutionary synthesis），也稱為新綜合、現代綜合。
在1936年和1947年之間產生綜論，反映演變如何進行的共識。起源是達爾文解釋演化的天擇理論，與孟德爾遺傳定律的結合。同時也將基本的孟德爾遺傳學，改造為數學化的群體遺傳學。在很大程度上，綜論仍然是在演化生物學目前的模式。
現代綜合理論將兩個重要發現結合，也就是演化選擇單位（基因）與演化機制（天擇）。也統合了許多生物學的分支，例如遺傳學、細胞學、系統分類學、植物學與古生物學等等。
建立並發展現代綜合理論的科學家，包括了數學家罗纳德·费希尔、生物學家休厄尔·赖特與J·B·S·霍爾丹，以及摩根、费奥多西·多布然斯基、朱利安·赫胥黎、恩斯特·麥爾、乔治·盖洛德·辛普森、斯特賓斯等人。
生物學家保羅·扎卡里·邁爾斯強調目前已有大量書籍和研究，例如PubMed數據庫中大約有 150,000 篇進化論的初級研究文章以及說明絕大多數生物學家支持進化並利用NCSE中反對科學神創的科學協會的聲明反駁安·庫爾特認為進化論沒有任何證據支持的言論。
美國國家科學教師協會認為進化是一個主要的統一科學概念。一項在1991年所作的蓋洛普民調顯示，有大約55%的科學家（包括生物學領域以外的其他科學家）相信自然進化，上帝並沒有參與其中，調查結果亦顯示至少有40%的科學家相信神導演化論
。美國臨床研究學會出版的《JCI：臨床研究雜誌》中的《捍衛科學教育對抗智能設計：行動號召》指出政治凌駕了科學教育，必須讓科學教育回到科學即進化論的本身，並認為神創論是偽科學且與進化論是對立的。
而在世界上最早的科學期刊之一《自然》中，有22位生物學家質疑進化論的真實性，並指出:「我們沒有關於進化論的絕對證據，我們只有支持它的壓倒性的旁證，同時，目前還沒有更好的選擇。 但是，如果現在有一個更好的理論出現，進化論明天就會被拋棄。」

## 基本观点
现代进化综论将实验遗传学家、自然科学家、古生物学家的工作结合在一起，基本观点包括：
1. 所有的进化现象都可以用一个将遗传机制和观察到的现象统一起来的方式来解释。[來源請求]
2. 进化是渐进的：微小的变化在自然选择的作用下，经过长时间的积累；物种（性状）的不连续性可以用演化过程中的地理隔离和物种灭绝事件来解释[來源請求]
3. 自然选择是目前为止主要导致变异的因素；微小的有利变异经过长时间积累也会导致显著的性状变化；自然选择影响物种在其生境中的表型[來源請求]
4. 遗传漂变的作用不可忽视。[來源請求]
5. 群体是进化的基本单位，而不是个体。自然群体的遗传多样性是进化的重要因子。在自然群体中，自然选择的作用比之前认为的更大。生态因子，比如生态位，以及基因流的作用很重要。[來源請求]
6. 在古生物学中，从微观进化推演到宏观进化可以用来解释历史上观测到的一些现象。渐进主义并不等于进化的速率始终不变。[來源請求]

## 爭議
芝加哥大學生物化學與分子生物學系微生物學教授詹姆斯·夏皮羅認為現代綜合論難以解釋近年新發現的一些進化現象。

## 外部連結
- Rose MR, Oakley TH, The new biology: beyond the Modern Synthesis （页面存档备份，存于）. Biology Direct 2007, 2:30. A review of biology in light of recent innovations since the initiation of modern synthesis.